# Bojan Neziri
Bojan Neziri (en serbe en écriture cyrillique : Бојан Незири), né le 26 février 1982 à Šabac en Yougoslavie (aujourd'hui en Serbie), est un footballeur international serbe, évoluant au poste de défenseur.
En 2004, il est appelé dans la sélection olympique de football de Serbie-et-Monténégro et participe aux Jeux olympiques d'Athènes.